# Платинотрон

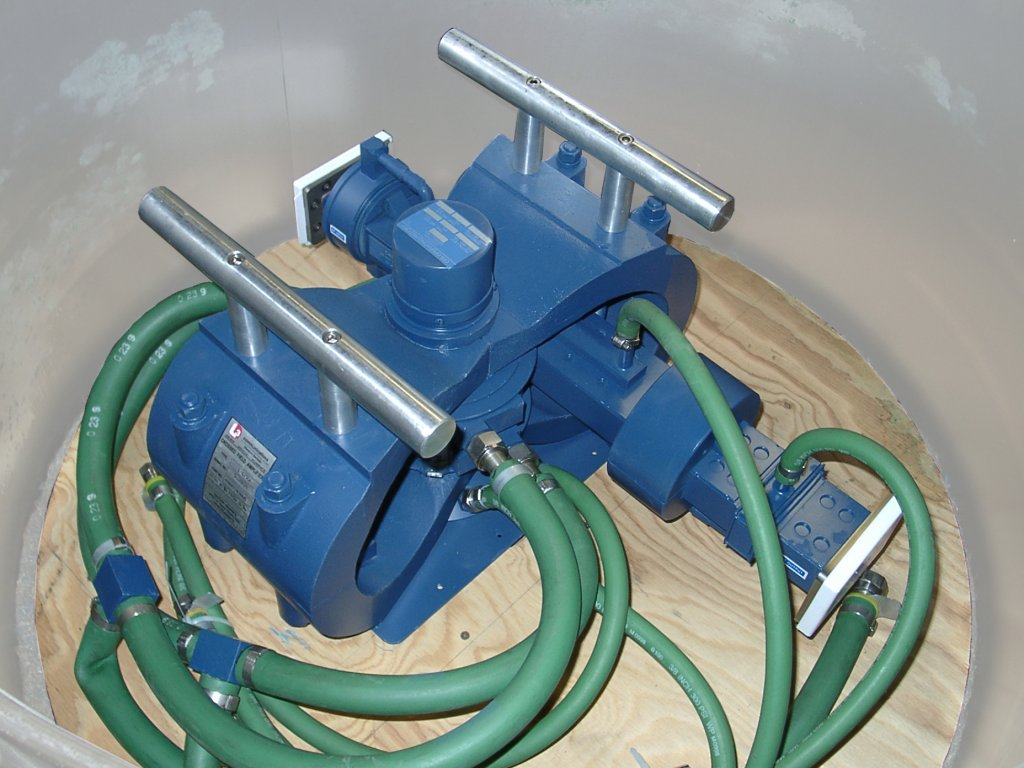
Платинотрон L−4756A с водяным охлаждением во время транспортировки

Схема устройства платинотрона

Усили́тель со скрещёнными поля́ми, платинотрон, амплитрон (аббревиатура — УСП) — специализированная усилительная СВЧ-радиолампа, появившаяся в середине 1950-х годов. Схож по устройству с магнетроном, и также имеет термоэмиссионный катод.
Используется для усиления СВЧ-колебаний в сверхмощных передатчиках.
УСП имеет меньший коэффициент усиления и полосу пропускания, чем другие СВЧ электровакуумные приборы для усиления, однако более эффективен и позволяет получать значительно бо́льшую выходную мощность. Импульсная мощность может достигать многих мегаватт, а средняя мощность — десятки киловатт при использовании устройства на 70 % максимально допустимой мощности.
В УСП электрические и магнитные поля перпендикулярны друг другу («скрещённые поля»).
Эта лампа имеет преимущество, заключающееся в том, что при снятии с неё питания она продолжает пропускать сигнал непосредственно с входа на выход без усиления и почти без потерь. Два таких усилителя могут быть соединены последовательно, в штатном режиме с подачей питания лишь на один из них. В случае же, если тот усилитель, на который подано питание, выйдет из строя, для восстановления работоспособности системы достаточно переключить питание на второй усилитель. Такое решение были применено в усилителе S-диапазона лунного модуля кораблей «Apollo», где требовались высокая эффективность и надежность.

Разновидность СВЧ-усилителей со скрещёнными полями называется амплитрон (от лат. amplificare — увеличивать, усиливать + (элек)трон). Коэффициент полезного действия таких усилителей достигает 90 %, он растёт с увеличением отношения циклотронной частоты к рабочей. Эти устройства используются для получения больших уровней СВЧ мощностей.